# Gaston Genevier
Léon Gaston Genevier est un botaniste français né le 18 juin 1830 à Saint-Clément-de-la-Place en Maine-et-Loire et mort le 11 juillet 1880 à Nantes. Son abréviation botanique standard d'auteur est Genev.

## Biographie
Originaire de Saint-Clément-de-la-Place près d'Angers, Genevier entre à 15 ans chez M. Moride, pharmacien à Nantes. Bon apprentis, déjà passionné de botanique, il va à Angers poursuivre ses études. Il y devient l'élève assidu et préféré d'Alexandre Boreau, où, l'accompagnant à de nombreuses excursions, il se fait remarquer par son aisance intellectuelle et ses découvertes floristiques. Genevier part ensuite terminer ses études à l'école de pharmacie de Paris, et se fait quelque temps l'élève également dévoué du professeur de botanique Adolphe Chatin.
En 1855, Genevier s'installe comme pharmacien à Mortagne-sur-Sèvre en Vendée, dans une région dont la flore phanerogamique, sur sous-sol granitique, est relativement monotone. Les contraintes professionnelles l'empêchant de prospecter d'autres régions, Genevier étend alors ses recherches aux champignons, et aux mousses et hépatiques très nombreuses de cette région. Correspondant actif d'Alexandre Boreau, qui révise alors son célèbre ouvrage la Flore du Centre de la France, il s'intéresse également aux groupes taxinomiques difficiles de la flore vasculaire.
Le 30 juin 1857 il épouse à Nantes 6° Adèle Marie Bertin (1835-1905). Celle-ci sera membre de la Société botanique des Deux-Sèvres de 1899 à 1905.
À partir de 1860, ses travaux s'orientent presque exclusivement à la révision du genre Rubus dans le bassin de la Loire. Il décrit ainsi plus d'une centaine d'espèces dans ce genre principalement apomictique qui reste aujourd'hui encore peu étudié et très méconnu en France. Il publie également de nombreuses espèces découvertes et nommées par Jean-Baptiste Ripart. Vers 1870, Genevier s'installe définitivement à Nantes comme pharmacien, en même temps qu'il fait paraître la première édition de son Essai monographique sur les Rubus du bassin de la Loire. Son herbier, qui contient de nombreux types, a intégré l'herbier de l'université de Cambridge en Grande-Bretagne (voir http://www.cornucopia.org.uk/html/search/verb/GetRecord/6424). Du vivant de Genevier, des parts d'herbiers ont également été distribuées à divers botanistes et se retrouvent aujourd'hui dans de nombreuses institutions, tel que le Muséum d'histoire naturelle d'Angers en Maine-et-Loire, le Muséum national d'histoire naturelle à Paris, Le Muséum de Manchester et le British Museum en Grande-Bretagne.

## Source
- Georges Bouvet, 1881 – Notice nécrologique sur G. GENEVIER in Bull. Soc. Études Scient. d'Angers n.s. 10(2) : 235-239
- Benoît Dayrat, 2003 - Les botanistes et la flore de France, trois siècles de découvertes. Publications Scientifiques du Muséum national d'Histoire naturelle, Paris.  (ISBN 2-85653-548-8)